# 39-я гвардейская танковая бригада
39-я гвардейская танковая Витебская ордена Суворова бригада (39 гв. тбр) — танковая бригада Красной армии в годы Великой Отечественной войны.

## Формирование и организация
192-я танковая бригада начала формироваться Директивой НКО № 723499 от 15.02.1942 г. Бригада сформирована по штатам № 010/345 — 010/352.
Приказом НКО № 306 от 23 октября 1943 г. 192-я танковая бригада преобразована в 39-ю гвардейскую танковую бригаду.
30 июня 1945 г. переформирована в 39-й гвардейский танковый полк (в/ч № 01633) 12-й гвардейской механизированной дивизии.
В 1957 году переформирован в 239-й гвардейский танковый полк 33-й гвардейской танковой дивизии.
В конце 1980-х гг. полк находился в составе 15-й гвардейской танковой дивизии ЦГВ, дислоцируясь в г. Миловице (Чехословакия). После распада СССР полк выведен в УрВО, г. Чебаркуль.
В 2009 году 239-й гвардейский танковый полк расформирован.

## Боевой и численный состав
Сформирована по штатам № 010/270-010/277 от 31.07.1942:
28.10.1943 переформирована по штату:
- рота управления
- 1-й танковый батальон (до 18.05.1944 — 416-й отд. танковый батальон)
- 2-й танковый батальон (до 18.05.1944 — 417-й отд. танковый батальон)
- мотострелково-пулемётный батальон
- истребительно-противотанковая батарея
- зенитно-пулемётная рота
- рота ПТР
- рота технического обеспечения

Директивой ГШ КА № орг/3/2509 от 20.07.1944 г. переведена на штаты № 010/500-010/506:
- Управление бригады [штат № 010/500]
- 1-й отдельный танковый батальон [штат № 010/501]
- 2-й отдельный танковый батальон [штат № 010/501]
- 3-й отдельный танковый батальон [штат № 010/501]
- Моторизованный батальон автоматчиков [штат № 010/502]
- Зенитно-пулемётная рота [штат № 010/503]
- Рота управления [штат № 010/504]
- Рота технического обеспечения [штат № 010/505]
- Медсанвзвод [штат № 010/506]

## Подчинение
Периоды вхождения в состав Действующей армии:
- с 24.11.1943 по 09.05.1945 года.

| Дата            | Фронт (округ)            | Армия                  | Корпус | Дивизия | Бригада | Примечания |
| --------------- | ------------------------ | ---------------------- | ------ | ------- | ------- | ---------- |
| 01.11.1943 года | Московский военный округ |                        |        |         |         |            |
| 01.12.1943 года | 1-й Прибалтийский фронт  | 39-я армия             |        |         |         |            |
| 01.01.1944 года | 1-й Прибалтийский фронт  | 39-я армия             |        |         |         |            |
| 01.02.1944 года | 1-й Прибалтийский фронт  | 4-я ударная армия      |        |         |         |            |
| 01.03.1944 года | 1-й Прибалтийский фронт  | 6-я гвардейская армия  |        |         |         |            |
| 01.04.1944 года | 1-й Прибалтийский фронт  | 11-я гвардейская армия |        |         |         |            |
| 01.05.1944 года | 1-й Прибалтийский фронт  |                        |        |         |         |            |
| 01.06.1944 года | 1-й Прибалтийский фронт  |                        |        |         |         |            |
| 01.07.1944 года | 1-й Прибалтийский фронт  | 43-я армия             |        |         |         |            |
| 01.08.1944 года | 1-й Прибалтийский фронт  |                        |        |         |         |            |
| 01.09.1944 года | 1-й Прибалтийский фронт  | 4-я ударная армия      |        |         |         |            |
| 01.10.1944 года | 1-й Прибалтийский фронт  | 2-я гвардейская армия  |        |         |         |            |
| 01.11.1944 года | 1-й Прибалтийский фронт  | 2-я гвардейская армия  |        |         |         |            |
| 01.12.1944 года | 1-й Прибалтийский фронт  | 2-я гвардейская армия  |        |         |         |            |
| 01.01.1945 года | 1-й Прибалтийский фронт  | 4-я ударная армия      |        |         |         |            |
| 01.02.1945 года | 1-й Прибалтийский фронт  | 51-я армия             |        |         |         |            |
| 01.03.1945 года | 1-й Прибалтийский фронт  | 51-я армия             |        |         |         |            |
| 01.04.1945 года | Курляндская группа войск | 51-я армия             |        |         |         |            |
| 01.05.1945 года | Курляндская группа войск | 51-я армия             |        |         |         |            |

## Командиры

### Командиры бригады
- Белохвостов Григорий Семенович, подполковник, ид, 23.10.1943 — 15.12.1943 года.[5]
- Белохвостов Григорий Семенович, подполковник (11.03.1944 тяжело ранен), 15.12.1943 — 11.03.1944 года.
- Берзин Артур Янович, полковник, врид,11.03.1944 — 24.04.1944 года.[6]
- Калинин Иван Петрович, полковник, ид, 24.04.1944 — 25.05.1944 года.
- Калинин Иван Петрович, полковник, 25.05.1944 — 10.09.1944 года.[7]
- Лебедев Николай Михайлович, полковник ид, 07.09.1944 — 30.09.1944 года.[8]
- Калинин Иван Петрович, полковник, 02.10.1944 — 10.06.1945 года.

### Заместитель командира бригады по строевой части
- Белохвостов Григорий Семёнович, майор, 00.08.1943 года.
- Литвин Николай Никитович, подполковник (отправлен на учебу), 00.12.1943 — 00.12.1943 года.[9]
- Берзин Артур Янович, полковник (в 1944 тяжело ранен), 24.04.1944 — 00.07.1944 года.
- Якунин Иван Яковлевич, подполковник, 00.07.1944 — 00.01.1945 года.[10]
- Михайлов Исай Петрович, полковник, 00.12.1944 — лето 1945 года.[11]

### Начальники штаба бригады
- Сливинский Владимир Александрович, подполковник, 00.10.1943 — 28.12.1944 года.[12]
- Гальперт Михаил Абрамович, майор, 28.12.1944 — 10.06.1945 года.[13]

## Награды и наименования
| Награда, наименование             | Документ о награждении                                         | За что получена |
| --------------------------------- | -------------------------------------------------------------- | --- |
| Почётное звание «Гвардейская»     |                                                                | Присвоено Приказом Народного комиссара обороны СССР за проявленную отвагу в боях за Отечество с немецкими захватчиками, за стойкость, мужество, дисциплину и организованность, за героизм личного состава.                                 |
| Почётное наименование «Витебская» | Приказ Верховного главнокомандующего № 193 от 10.07.1944 года. | Присвоено Приказом Народного комиссара обороны СССР за проявленную отвагу в боях за Отечество с немецкими захватчиками, за стойкость, мужество, дисциплину и организованность, за героизм личного состава при освобождении города Витебск. |
| Орден Суворова II степени         | Указ Президиума ВС СССР от 22.10.1945 года.                    | За образцовое выполнение заданий командования в боях с немецкими захватчиками при освобождении города Рига и проявленные при этом доблесть и мужество.                                                                                     |